# 布蘭登·芬尼根
布蘭登·凱爾·芬尼根（英語：Brandon Kyle Finnegan，1993年4月14日—），是一名美國職棒大聯盟的球員，守備位置為投手。他是史上唯一一位在同一年內於美國大學棒球、職業棒球總冠軍戰皆有登板紀錄的投手。

## 生平

### 早年
芬尼根高中時期就讀於沃斯堡的西南高中，做為一名傑出的先發投手，其能力在當時已受到球探注意，2011年的大聯盟選秀會上受德州遊騎兵指名，但並未簽約，芬尼根選擇進入德州基督教大學就讀。2014年6月，芬尼根受堪薩斯市皇家指名，但由於德州基督教大學晉級業餘聯盟世界大賽，他於該賽事登板，之後才正式與皇家簽約，成為職業球員。

## 堪薩斯市皇家
芬尼根在小聯盟高階1A的15局投球中送出13次三振，防禦率僅0.60，球團將他拔擢至2A，亦能持續優秀的表現。9月1日，芬尼根正式登錄大聯盟名單，並於9月6日登板後援，面對紐約洋基，三振了雅戈比·艾尔斯布里與德瑞克·基特。總計在9月份的7場出賽中，芬尼根三振了10人，僅失1分，躋身當年的季後賽25人名單，隨即於9月30日的美聯外卡戰登板。之後，在美聯分區系列賽第二場奪勝，成為皇家史上最年輕的季後賽勝投。皇家一路挺進至世界大賽，芬尼根於第三場後援出賽，使他在同一年內於業餘、職業兩聯盟的總冠軍賽事皆留下出場紀錄，為史上第一人。
2015年，皇家有意令芬尼根重回先發投手角色，他自小聯盟3A展開球季。6月，芬尼根重返大聯盟名單。

## 辛辛那提紅人
2015年7月26日，意欲衝擊季後賽的皇家將芬尼根交易至辛辛那提，換取先發戰力。前往紅人的芬尼根持續在3A球隊擔任先發角色，並再次於9月擴編時回到大聯盟，紅人球團亦再次將他做為後援使用。
2016年，芬尼根正式自大聯盟起步，擔任二號先發。5月23日，面對洛杉磯道奇繳出8局完投、失1分的佳績，惜負於對手克萊頓·克蕭。總計芬尼根在2016年球季的31場出賽皆擔任先發投手，其成績是10勝11負，防禦率為3.98。
2017年球季期間，芬尼根兩度因肩膀傷勢進入傷兵名單，最終僅出賽4場。其傷勢始終未完全復原，發揮也因此有限，使得芬尼根在後續兩年間於大、小聯盟間載浮載沉。2019年3月28日，紅人宣布將芬尼根指定轉讓，他通過了讓渡程序，重回紅人小聯盟系統。
2020年球季，獲邀大聯盟春訓。

## 外部連結
- 球員資訊和成績在MLB ，ESPN ，Retrosheet ，Baseball Reference ，Baseball Reference (Minors) ，Fangraphs ，The Baseball Cube （英文）
- 布蘭登·芬尼根的X（前Twitter）